# Mesapamea struvei-excessa
Mesapamea struvei-excessa är en fjärilsart som beskrevs av Turner 1932. Mesapamea struvei-excessa ingår i släktet Mesapamea och familjen nattflyn. Inga underarter finns listade i Catalogue of Life.